# Богородичный центр
Богоро́дичный центр — движение, возглавляемое «Собором Епископов», главой которого с момента создания до апреля 2009 года являлся Иоанн (Береславский). Ряд исследователей характеризуют «Богородичный центр» как новое религиозное движение, а другие причисляют к сектам
Собственно название «Богородичный центр» носила общественная организация («просветительский фонд»), созданная в 1991 году, в 1993 году переименованная в «Фонд Новой Святой Руси» и в 1999 году прекратившая своё существование. Под этим названием данная организация получила известность в СМИ в начале 1990-х. С тех пор это название, а также наименование богородичники или богородичные часто используют для обозначения последователей данной организации.
В 1992 году в Москве зарегистрировано добровольное религиозное объединение «Община Церкви Божией Матери Преображающейся». Согласно требованиям принятого в 1997 году Федерального закона РФ «О свободе совести и о религиозных объединениях», оно было переименовано и действует по настоящее время как «Местная религиозная организация — Община Православной Церкви Божией Матери Державная г. Москвы». Сами лидеры ЦБМД заявляют, что с конца 1970-х годы и до 1990—1991 года они принадлежали к катакомбному Православию.
Во всех официальных заявлениях Русской православной церкви, других общественных организаций, а также ряда государственных органов власти,
а также публикациях ряда исследователей, в сообщениях СМИ Богородичный центр характеризуется как обычная секта (от псевдохристианской до тоталитарной) и/или как «деструктивная религиозная организация».
Словарь-справочник «Новые религиозные культы, движения и организации в России» определяет вероисповедание «Православной Церкви Божией Матери Державная», возглавляемой архиепископом Иоанном (Береславским Вениамином Яковлевичем), как «одно из направлений в современном русском православии».
Религиовед А. Н. Лещинский относит Богородичный центр к религиозным объединениям, связанным с православием, но не находящимся в юрисдикции ни одной из поместных Церквей, то есть альтернативным. Он заключает исследование выводом: «Православная Церковь Божией Матери Державная представляет богородичное движение в русском Православии».
По мнению С. Б. Филатова, сектантские черты в организации с самого начала были гораздо слабее выражены, это скорее «ересь», возникшая внутри православия в результате пророчеств писателя Вениамина Береславского.
Религиовед С. В. Пахомов в программе, составленной для РХГА, относит Богородичный центр (Церковь Божией Матери Преображающейся) к новым религиозным движениям.
По мнению религиоведа Р. Н. Лункина «Богородичная Церковь — православное новое религиозное движение», которое показывает «истинное лицо народного православия. Последователи богородичного православия смогли исповедовать православие в том виде, в каком они себе его представляют».
По мнению религиоведа М. В. Воробьёвой, вероучение данной организации не совпадает с православным: «Учение Богородичного центра, скорее, синкретично и вбирает в себя некоторые католические догматы (например, поклонение сердцу Иисусову и сердцу Матери Божией, догмат о непорочном зачатии), софиологию (идеи тождественности Богородицы и Софии), гностические и иудео-христианские воззрения».
По мнению религиоведа Р. А. Силантьева, выраженному в статье в энциклопедии «Народы и религии мира», изданной Большой российской энциклопедией, данная организация — это «секта Истинно-православной церкви (геннадиевской её ветви), близкая к польским мариавитам и практически с ними слившаяся», а в общей классификации религиозных течений «Богородичный Центр» отнесён к маргинальным сектам, отколовшимся от православия.
Государственный комитет по делам религий и национальностей при Совете Министров Республики Беларусь отнёс Богородичный центр к деструктивным культам (сектам).
Кроме того, есть другие оценки государственных экспертов и некоторых религиоведов, некоторых правозащитников, журналистов, некоторых общественных организаций.

## История возникновения
Первые сведения о публичной деятельности серафимо-геннадиевской ветви Истинно-православной церкви относятся к 1985 году, когда началось открытое свидетельство и выступления его членов, в том числе через всесоюзное общество «Знание».
Деятельность членов Богородичного движения известна с конца 80-х, 1988 год. Первое наименование религиозного объединения — «Российская Автокефальная Православная Церковь» По одним данным в 1989 году, а по другим 1991 года) в Москве была зарегистрирована организация «Московская городская профсоюзная организация священников и монашествующих» 4 июня 1991 года в Москве, Управлением юстиции Мосгорисполкома, был зарегистрирован общественно-просветительский фонд «Богородичный Центр» (регистрационное свидетельство № 169)). 27 апреля 1993 году «Богородичный Центр» сменил наименование на «Фонд Новая Святая Русь». В 1999 году фонд прекратил свою деятельность. Наряду с фондом Богородичный центр 31 июля 1992 года в Москве, Управлением юстиции Мосгорисполкома, была зарегистрирована (регистрационный № 268) религиозная организация под названием, ставшим официальным, «Община Церкви Божией Матери Преображающейся». В феврале 1997 года Минюстом РФ зарегистрировано централизованное религиозное объединение «Православная Церковь Божией Матери Державная» (регистрационный № 388 от 4.02.97).

## Общественная организация
Общественно-просветительские организации «Богородичный Центр» и затем «Фонд Новая Святая Русь» действовали совместно с общественными и религиозными объединениями, близкими им по целям и задачам, в том числе с религиозным объединением «Община Церкви Божией Матери Преображающейся», зарегистрированным в Москве в июле 1992 года и затем с централизованным религиозным объединением «Православная Церковь Божией Матери Державная», зарегистрированным Министерством юстиции Российской Федерации в феврале 1997 года (регистрационный номер 388 от 4.02.97).
Общественная организация возглавлялась Сергеем Большаковым (по утверждению интернет-портала «Иерархия литургических церквей», имевшим в «Общине Церкви Божией Матери Преображающейся» сан генерал-епископа и духовное имя Пётр), духовное окормление как общественной, так и религиозной организации осуществлялось Архиепископом Иоанном.
В соответствии с Уставом общественно-просветительской организации «Богородичный Центр» (с 1993 года — «Фонд Новая Святая Русь»), основными целями деятельности являлись: «возрождение лучших традиций благочестия, праведности; благотворительность, милосердие и просвещение; содействие учреждению новых отношений между людьми на основе гуманизма, братской любви, всепрощения и других общечеловеческих духовных ценностей».
Деятельность осуществлялась посредством общественно-просветительной работы (лекции, беседы, конференции, семинары, паломничества, воспитательная работа в школах, интернатах и т. д.); издательской деятельности (публикации «Откровений Божией Матери» и др. литературы в соответствии с Законом о печати и средствах массовой информации); реставрационно-строительной деятельности (восстановление, строительство, открытие приютов, монастырей, скитов, часовен и т. д.); благотворительной деятельности; формирования здорового образа жизни; организации подготовки и переподготовки кадров, работающих по направлениям «Богородичного Центра».
Членство в фонде могло быть коллективным и индивидуальным. В качестве индивидуальных членов «Богородичного Центра» могли являться граждане, «разделяющие идеи и уставные цели фонда». Многие члены фонда относили себя к последователям богородичной ветви православия, но в целом общественное объединение провозглашало принцип надконфессионального сотрудничества, членами его могли быть люди разных взглядов и конфессиональной принадлежности.
Начиная с 2005 г. по 2013 г. включительно, географическим и экономическим центром организации стала квартира Иоанна Береславского в г. Барселона в Испании, так как там практически безвыездно находится архиепископ Иоанн (именующий себя по внутреннему уставу организации « блаженным Иоанном»).

### Общественные объединения в городах России
В городах России регистрировались общественные объединения, имевшие схожие цели и задачи:
Санкт-Петербургский благотворительный общественно-просветительный фонд «Богородичный Центр» был зарегистрирован 26 июня 1992 года (регистрационное свидетельство № 835) и впоследствии переименован в фонд «Собор Новой Святой Руси». Из-за «ненадлежащего оформления документов», представленных фондом, в апреле 1998 года ему было отказано в перерегистрации.
В Иркутской области 21 апреля 1992 г был зарегистрирован Сибирский благотворительный и общественно-просветительский фонд «Центр Матери Божьей Преображающейся». В 1994 году фонд был закрыт.

### Прекращение деятельности фонда
Согласно действующему Закону об общественных объединениях, «Фонд Новая Святая Русь» делает неоднократные попытки пройти перерегистрацию. После очередного отказа в связи с «ненадлежащим оформлением документов», в 1999 году фонд перестаёт действовать.

### Государственная регистрация религиозных организаций
В конце 90-х годов Централизованная религиозная организация «Православная Церковь Божией Матери Державная» и её общины (местные религиозные организации) проходит государственную регистрацию в соответствии с требованием российского законодательства и продолжают действовать по настоящее время. При прохождении государственной регистрации Экспертный Совет для проведения государственной религиоведческой экспертизы при Федеральной регистрационной службе в соответствии с Федеральным законом «О свободе совести и о религиозных объединениях» и Постановлением Правительства Российской Федерации от 3 июня 1998 года, № 565 «О порядке проведения государственной религиоведческой экспертизы» в течение полугода провёл экспертизу деятельности ПЦБМД. При этом были сделаны письменные запросы в государственные органы Российской Федерации и получены положительные отзывы о деятельности ПЦБМД. На основании экспертизы и полученных положительных отзывов было сделано положительное заключение о продолжении деятельности ПЦБМД.
16 декабря 1998 года Управление Юстиции г. Москвы перерегистрировало местную религиозную организацию: «Общину Православной Церкви Божией Матери Державная г. Москвы» (регистрационный номер 747).
На Украине также с 1992 года по настоящее время регистрируются и действуют религиозные организации, относящие себя к «православию богородичной ветви», близкие к ПЦБМД.

### Иконография
По утверждению религиоведа, к.ф.н. А. Н. Лещинского, одной из наиболее чтимых икон в церкви является Державная икона Божией Матери, духовный смыл которой, по словам священников ПЦБМД, — весь мир и Россия в частности, входит в новую эпоху. В ПЦБМД существует много копий этой иконы, они могут различаться. В Тверском храме Новомучеников российских хранится чтимая икона Божией Матери «Жена облечённая в Солнце», где Она стоит над Соловецким островом на фоне солнца. В одной Её руке — ковчег, в другой — копьё, которым Она пронзает змия. Согласно учению организации, икона, связанная с будущими преобразованиями, символизирует тайну рождения свыше, наступление Богоцивилизации. Немало оригинальных образов, проникнуты символикой, можно встретить на хоругвях, то есть знамёнах, на которых отображены духовные события.

## Руководство и структура религиозной организации
По данным организации «Славянский правовой центр», опубликовавшем информацию Основные религиозные центры (централизованные религиозные организации), зарегистрированные Министерством юстиции Российской Федерации (по состоянию на 01 мая 2004 г.) — «Централизованная религиозная организация, принадлежащая к православию „Богородичной ветви“: Наименование — Православная Церковь Божией Матери Державная; Руководящие органы — Собор Епископов, Духовное Управление; Руководители — Глава Собора Епископов — Береславский Вениамин Яковлевич (архиепископ Иоанн), Глава Духовного Управления — епископ Долаберидзе Александр Зурабович».
В официальном отчёте Централизованной религиозной организации Православная Церковь Божией Матери Державная за 2009 год, направленном в адрес Министерства Юстиции Российской Федерации, указаны следующие сведения:
- в Собор Епископов входит 5 человек;
- в Духовное Управление — 8 человек.

Глава Духовного Управления, член Собора Епископов — Казарцев Вадим Евгеньевич.
По утверждению интернет-проекта «Иерархия церквей» руководство Православной Церкви Божией Матери Державная состоит из пяти человек:
- Архиепископ (Патриарх, Матриарх)
  - Иоанн (Береславский) (1990-20..)
- Епископы:
  - «Генерал-епископ» Петр Большаков (199*-) (в иерархии занимает второе место)
  - Афанасий Калинкин, епископ Липецка,
  - Кирилл (Дешевцев), епископ Санкт-Петербурга
  - Феодосий (Феоктистов), епископ Саратовский (с 2000 в Москве)

По информации религиоведа, к.ф.н. А. Н. Лещинского: Высшим административным руководящим органом церкви является Собор Епископов Церкви. Епископы, члены собора, выбираются на неопределённый срок. Главой Собора Епископов Церкви является её Предстоятель, духовный руководитель церкви.
Постоянно действующим административным органом церкви является Духовное Управление Церкви. Его Главой назначается лицо из числа священнослужителей, его членами могут быть лица из числа прихожан церкви, не имеющие священного сана. Духовное Управление формируется на неопределённый срок.
В Церкви остаётся традиционное деление её членов на духовенство и мирян, но заметно стремление к установлению братских отношений между ними, то есть к единению во Христе. Одно из его проявлений — не употребляются такие формы обращений к духовенству, как: Ваше Преосвященство, Ваше Преподобие, Владыка. Епископы во время хиротонии (их около 10) не получают титулов, включающих географические названия. Епископ выполняет регулятивную и интегрирующую функции там, где имеются общины и престолы (группы).
В настоящее время в церкви епископов, священников, диаконов до ста человек. Многие из них получили высшее светское образование и только за редким исключением богословское, которое продолжается беспрерывно. Некоторые священноцерковнослужители (таких немного) перешли в Богородичную организацию из других религиозных формирований, преимущественно из православных, среди них есть священнослужители, вышедшие из катакомб и Русской православной Зарубежной Церкви.
К организационным структурам церкви относятся отдельные общины, престолы и обители, а также своеобразные жилищнохозяйственные комплексы, имеющие название «поселения».
В настоящее время церковь имеет общины во многих частях России и за рубежом. Как правило, общины состоят из группы верующих числом более 10 человек. Во главе общины стоит священник, иногда епископ. Другой вид организации верующих престол. Этим понятием обычно пользуются члены внутри самой церкви, оно имеет мистическое значение. Престол может состоять даже из двух или трёх человек, обычно не регистрируется в государственных органах, в отличие от общин, часть которых зарегистрирована. Во главе престола также стоит священник.
Церковь имеет ряд монастырей и обителей, в которых живут верующие, избравшие формой своей жизни монашество.

## Численность членов организации
По утверждению Д. Таевского, на начало 90-х БЦ состояла из 20 общин под руководством 2 епископов действовавших в Воронеже, Екатеринбурге, Иркутске, Краснодаре, Москве, Люберцах, Нижнем Новгороде,Новосибирске, Омске, Перми, С.-Петербурге, Саратове, Северодвинске, Серпухове, Твери, Улан-Удэ, Чехове, Южно-Сахалинске, а общая численность приверженцев около 20 тысяч человек.
В 1995 году, по утверждению интернет-проекта «Иерархия церквей», «количество верующих колеблется около 3-5 тысяч человек».
По свидетельству социолога религии А. В. Щипкова, «В некоторых сибирских и уральских епархиях среди духовенства мне приходилось сталкиваться с почитателями Береславского (Богородичный центр)».
Весна 1997 года, по информации А. Л. Дворкина, со ссылкой на интервью Иоанна (В. Я. Береславского), в РФ и СНГ действует более 700 общин, из них 70 располагаются в российских городах, а 30 общин имеют государственную регистрацию.
Январь 1998 года, согласно изданию «Свидетельства и документы Церкви», официально на территории РФ зарегистрировано 17 общин организации.
1998 год, согласно изданию «Свидетельства и документы Церкви», количество клира БЦ составляло 100 человек и из них 7 носивших название «епископ».
1998 год, по данным справочника «Новые религиозные организации России деструктивного и оккультного характера», изданным Миссионерским отделом МП РПЦ, в стране около 100 тысяч человек (постоянная паства), несколько больше — сочувствующих. Примерное количество активных последователей в Перми — около 800 человек.
Конец 1999 года, согласно изданию «Свидетельства и документы Церкви», численность женщин в Московской общине организации равнялась 12 человек, а мужчин — 15 человек.
В 2001 году отмечалось, что «по сведениям руководства самой организации» Богородичный центр на территориях России и Украины имеет «до 100 общин, около 100 тысяч адептов».
1 января 2003 года, согласно религиоведу, к.и.н. Б. З. Фаликову, со ссылкой на информацию Министерства юстиции Российской Федерации, число организаций — 29.
1 января 2004 года, по данным «Славянского правового центра», опубликовавшем информацию «О составе и количестве религиозных организаций…, содержащихся в реестре Министерства юстиции Российской Федерации (по состоянию на 1 января 2004 года)». Опубликовано: Аналитический вестник Совета Федерации Федерального Собрания РФ № 17 (237) (Приложение № 1), — централизованная религиозная организация Православная Церковь Божией Матери «Державная» имеет 26 зарегистрированных приходов.
Февраль 2005 года, по информации сайта «БАБР.РУ», Церковь имеет около 30 общин в России и на Украине, две общины в католической по преимуществу Хорватии, в Японии, Италии, Франции, есть дьякон в штате Огайо (США).
2006 год, по данным Портала-Credo.Ru], более 50 общин ЦБМД действовали в статусе религиозных групп, без регистрации, по данным религиоведа Р. Лункина членов богородичного движения — 5—6 тыс. (небольшие группы в большинстве городов России, стран СНГ, во Франции, Канаде).
Конец 2007 года, по утверждению В. Алабугина (написавшего статью с «использованием материалов исследований и докладов российских учёных»), численность общин в России составляет около девяти.
1 января 2008 года, по данным Федеральной службы государственной статистики, в Российской Федерации официально зарегистрированы одна централизованная и 22 местных религиозных организации Церкви Божьей Матери «Державная».
1 января 2009 года, по данным Федеральной службы государственной статистики, — зарегистрированы 21 местная организация.

## Издательская деятельность
Фонд издавал книги «Откровения Божией Матери в России и за рубежом», переводы книг о явлениях Девы Марии по всему миру (Лурд, Фатима, Меджюгорье, Монтихиари, Скио и др.). Совместно с членами «Общины Церкви Божией Матери Преображающейся» фонд издавал и распространял литературу, посвящённую праведным семьям; некоторые материалы, посвящённые духовно-нравственному возрождению человека и общества, публиковались в сети интернет.
С марта 1992 года, благодаря поддержке Вселенской марианской церкви Богородичный центр начал издавать ежемесячную газету «Рыцарь веры», номера 1—24 (тираж 10—80 тыс. экз.). С лета 1995 по сентябрь 1997 года газета выходила под новым названием «Милосердие Богородицы», 1—8 (тираж 10—30 тыс. экз.). Была выпущена газета «Державная Мать». Издавался также журнал «Оазис мира» с марта 1995 по март 1998 года, 1-21 (тираж 15 тыс. экз.); журнал «Россия Нового Тысячелетия». Также издавались журнал «Христианское трудничество» и ходила газета «Слово».
Фонд «Богородичный центр» и затем «Новая Святая Русь» за годы своей деятельности выпустили более 340 наименований книг духовно-просветительского содержания.

## Просветительская деятельность
Община «богородичных христиан», вышедшая из катакомбного состояния, вместе с членами фонда организовала и провела в Москве и других городах России бесплатные выставки с презентациями книг., лекции), авторские вечера), оказывали большую благотворительную помощь заключённым и нуждающимся (что нередко отмечалось благодарностями), помогала организовать проведение богослужений религиозным организациям), осуществлялось участие в представительных книжных ярмарках.
По словам А. Н. Лещинского большое внимание уделялось укреплению семей, увеличение рождаемости и воспитание целомудренности, борьбе с абортами и содомизмом, возрождению духовности, организуя конференции, издавая литературу, проводя презентации книг духовно-нравственного содержания и беседы. По сведениям религиоведа, к.ф.н. А. Н. Лещинского «за последнее время в различных городах России были проведены сотни тематических лекций, выставок, семинаров и бесед по распространению духовно-нравственного образа жизни, недопустимости разжигания религиозной и межнациональной розни. Усилиями членов Церкви были проведены десятки благотворительных акций, концертов, круглых столов и др.»
Проводились выставки, посвящённые явлениям Девы Марии в России и по всему миру, императору Николаю II и императрице Александре, подвигу воинов Белой гвардии и новомучеников Российских. Выставки были проведены в Москве, Санкт-Петербурге, Саратове, Твери и других городах.
«Сёстры милосердия» из прихожанок в течение четырёх лет ухаживают за тяжёлыми больными в отделении неврологии в Химкинской Центральной больнице. Помогают больным в Люберецкой районной больнице № 1, наркологическом диспансере № 12, Люберецком районном противотуберкулёзном диспансере и др. Получены благодарственные письма и отзывы.
После регистрации централизованной религиозной организации «Православная Церковь Божией Матери Державная», (регистрационное свидетельство № 388), общественно-просветительский фонд «Новая Святая Русь» до момента прекращения своей деятельности в 1999 году, активно сотрудничает с церковью в достижении своих уставных целей и задач.
В 1992 году фонд «Богородичный центр» издал сборник статей «Трагедия Красной Церкви», в котором Береславский и его последователи представили свою точку зрения на православие, рассказывалось о тайных и явных ударах, которые советская власть нанесла по православию, осуждалась Русская Православная Церковь, которую, Береславский считал «запятнавшей свою честь соглашательством с Советской властью». Сборник рассматривался как «веха на пути к очищению Церкви».
Члены фонда «Богородичный центр» и религиозной организации «Община церкви Божией Матери Преображающейся» приняли участие в защите Белого дома в августе 1991 года. Позднее ими проводились многочисленные выступления, встречи с политическими и общественными деятелями, в том числе с Министром обороны СССР Дмитрием Язовым и вице-президентом Российской Федерации Александром Руцким. По мнению С. Б. Филатова, руководство ПЦБМД с конца 90-х гг. «усиленно развивает контакты с российскими демократическими кругами, активно ведёт работу с интеллигенцией и с молодежью»
По оценке религиоведа, к.ф.н. А. Н. Лещинского, в учении Богородичного центра особое значение и смысл имеют Соловки как место, где люди претерпели страшные мучения. Об этом подвиге организация постоянно напоминает в своих изданиях и на пресс конференциях, вечерах, на выставках, часто имеющих одноимённую тему «Соловки как вторая Голгофа». По мнению Е. Г. Балагушкина «Богородичный центр является одним из самых активных эсхатологических движений и само его название говорит о приоритете в нём женского божественного начала».

## Богородичные соборы
В 1993 году членами фонда и последователями богородичного движения были широко распространены «Белые грамоты» с перечнем грехов и приглашением принять участие во т. н. «всероссийском Покаянном соборе», прошедшем в июне в Санкт-Петербурге, с целью принести покаяние от лица всей России в смертных грехах атеистического богоборчества и др., а также с текстом «Слова Откровения Божией Матери». Во время проведения мероприятия была совершена попытка его разгромить, пресечённая нарядом милиции. Адепты «Белого Братства» пытались ворваться в помещение фонда и стремились устроить потасовку, но у них ничего не вышло. «Богородичники» подчёркнуто спокойно выводили хулиганов и сдавали их сотрудникам милиции. Нападения на Богородичный центр начались после проведения Покаянного собора и распространения печатных материалов с «призывами каяться». В Санкт-Петербурге было принесено соборное покаяние в грехах не только отдельных людей, но и целых сообществ, а также от лица профессий, городов, церкви и всей России.
В ноябре 2000 года в Москве более 5000 последователей ПЦБМД провели т. н. «XXI Всероссийский собор». Вместе с Береславским службу проводили пять епископов и 120 священников. При открытии собора Береславский произнёс в проповедь: «Мы — Церковь-мученица из бараков ГУЛАГа, Церковь преображающегося православия, — принесём человечеству третьего тысячелетия небесное спасение». Демонстрировалась обширная фотовыставка, рассказывающая о жизни Церкви, о императоре Николае II и его семье, о соловецких новомучениках. Собор завершился презентацией театра духовных мистерий.

## Межрелигиозные контакты
Богородичный центр налаживает связи среди т. н. «Марианских церквей», близких ей в своём учении, входит в ряд зарубежных объединений т. н. «независимых христианских церквей» и общин с развитым марианским богословием. Кроме того, ЦБМД стремится наладить контакты с общинами и движениями, которые признают явления Богоматери и распространяют Её пророчества.
В феврале 2005 года на Кипре состоялась встреча Береславского с лидером Суфиев шейхом Назимом.
По утверждению интернет-портала «Иерархия литургических церквей» в 1995 году Богородичный центр объединяется с мариавистской группой — «Независимой Вселенской Марианской Церковью православно-католической юрисдикции Америки», что является закономерным, так как ПЦБМД по своей сути является мариавизмом восточного обряда.
По утверждению религиоведа А. Н. Лещинского, организация выступает за открытый диалог и сотрудничество с другими религиозными объединениями, в первую очередь с православными, через Береславского устанавливаются тесные связи с представителями марианского движения, ведётся большая переписка. В качестве духовного отца его признают некоторые зарубежные религиозные деятели, утверждающие, что имели откровения Божией Матери. Легионом Марии в США (г. Хантсвиль, Алабама) Береславский награждён почётной наградой имени Божией Матери Царицы мира «как человек, жизнь которого является примером служения любви и миру». Осуществляемая духовная программа «Храм мира» направлена на расширение братского диалога не только со всеми христианскими конфессиями, но и с нехристианскими религиями позитивной направленности, установлению дружественных отношений, совместной благотворительной, посреднической и миротворческой деятельности.
Согласно мнению социолога религии А. В. Щипкова, члены т. н. «Богородичного движения» придерживаются принципов активного международного сотрудничества церквей, «широкого экуменизма».
По мнению религиоведа С. Б. Филатова Богородичный центр признаёт «разделение христианских Церквей на православную и католическую ветви за величайшую трагедию человечества и стремится на взаимнопокаянной основе найти диалог с сестринскими Церквями». Осуществляется духовная программа «Храм мира», цель которой — «расширение братского диалога не только со всеми христианскими конфессиями, но и с нехристианскими религиями светлой направленности». Понятие «ереси» трактуется как «нарушение заповеди любви», а еретики — «учащие о необходимости гонений и осуждений инакомыслящих». Никакая из церквей не идеализируется, богородичные христиане ограничивают себя от «крайнего экуменизма», который может привести к слиянию марианских течений в православии и католичестве.

## Инциденты

### Инциденты с погромами в офисе Богородичного центра
В октябре 1999 года, накануне «богородичного собора», по распоряжению местной администрации был прекращён доступ (наглухо заварена дверь) в офис организации, подвал здания по адресу: Москва, Пушкарёв переулок, 18, где офис находился с 1997 года. Запрос фракции ЛДПР не помог. На членов «богородичного движения», по их собственным словам, совершались физические нападения, на стенах помещения появились надписи ксенофобского характера, неоднократно совершались нападения на офис, портилось имущество.
15 февраля 2005 года на помещение организации в Москве совершили нападение пятеро человек, осквернены священные изображения, избит религиовед И.Кантеров, неизвестные лица назвались членами «православного братства». При этом интернет-изданием Портал-Credo.Ru. выдвигались предположения, что к организации нападения может быть причастен глава отдела Московского патриархата по взаимодействию с Вооружёнными силами и правоохранительными органами протоиерей Димитрий Смирнов, который отрицал своё участие в нападении и заявил: «конечно, я сочувствую народному антисектантскому движению и предпочёл бы, чтоб вас тут не было. Но экстремистские выходки не в моих правилах». Однако по словам Фаликова, своих последователей Димитрий Смирнов якобы где-то наставлял так: «Двум человекам в любом городе вполне под силу узнать фамилии, имена, отчества, домашние адреса руководителей всех существующих сект. Ну можно создать плакаты и на ксероксе их размножить… и заклеить все государственные учреждения этими плакатами. И можно их отфотографировать при выходе из дома. Чтобы каждый житель города знал в лицо, знал фамилию, имя, отчество, домашний адрес и телефон… … По крайней мере, не один кирпич полетит в эту форточку».
Это нападение и погром офиса имели общественный резонанс, но несмотря на обращения в милицию, ни по одному инциденту виновные найдены не были, несмотря на то, что лица некоторых нападавших были запечатлены камерой видеонаблюдения. Согласно официальному ответу из Савёловской прокуратуры г. Москвы, «доводы о разжигании религиозной вражды… объективного подтверждения не нашли». По фактам организованного преследования в 2005 году иерархами «Православной Церкви Божией Матери Державная» были направлены письма Президенту России В. В. Путину и Уполномоченному по правам человека РФ В. П. Лукину.
По словам ответственного секретаря «Общественной комиссии», правозащитника Льва Левинсона, государственные органы (Генеральная прокуратура, милиция), по заявлениям граждан проводившие проверку деятельности организации, не нашли в ней признаков состава преступления. Однако нелицеприятные отзывы о членах фонда «Богородичный центр» («Новая Святая Русь») и ПЦБМД, в том числе в СМИ, не прекращались на протяжении всего времени, что нашло отражение в докладах некоторых правозащитников. Сотрудником отдела РПЦ МП по взаимодействию с вооружёнными силами и правоохранительными органами священником Андреем (Скакалиным) и заведующим отделением теологии Ярославского государственного педагогического университета им К. Д. Ушинского иеромонахом Серапионом (Митько), при участии студентов-теологии ЯрГПУ им. К. Д. Ушинского державших плакаты «Осторожно, секта!» была прекращена конференция «Путь к себе», организованная Богородичным центром и фондом «Соловецкий мемориал».

### Инцидент с Триникольской обителью
Вечером 2 июля 2006 года Триникольская обитель, принадлежавшая «Православной Церкви Божией Матери Державная», расположенная в деревне Глазово Дмитровского района Московской области, была обстрелена из огнестрельного нарезного оружия, в течение 15 минут было произведено 15 выстрелов, в результате чего нанесён материальный ущерб на сумму более 300 тыс. рублей. По сообщению центра «СОВА», сопредседатель «Славянского правового центра» А. В. Пчелинцев характеризует произошедшее как «акцию устрашения», а отказ правоохранительных органов учитывать мотив религиозной вражды говорит об использовании «двойных стандартов». По сообщению ХНА Invictory.org, со ссылкой на «Славянский правовой центр»,
вокруг Триникольской обители, в которой постоянно пребывает около 15-20 человек, создалась напряжённая ситуация. Клирики Никольского прихода РПЦ МП в селе Озерецкое приезжали вместе с прихожанами на автобусе в деревню Глазово, где нет прихода РПЦ МП, шли крестным ходом, останавливались у Триникольской обители и провозглашали анафему в отношении последователей Церкви Божией Матери Державная..

### Инцидент в Липецке
9 декабря 2006 года в Липецке областным Управлением Федеральной службы безопасности силовыми методами пресечена деятельность организации «Православная церковь Божьей Матери Державная». Согласно сообщению пресс-службы областного Управления ФСБ, при проведении оперативно-розыскных мероприятий было установлено, что под предлогом проведения образовательной выставки «Соловки — вторая Голгофа. Таинственные помазанники Грааля» (организатор — фонд «Соловецкий мемориал») с религиозными проповедями выступали миссионеры организации «Богородичный Центр», по заключению экспертов Российской академии государственной службы при Президенте РФ являющейся деструктивной религиозной сектой псевдохристианского характера.
Представителем пресс-службы УФСБ отмечено, что приглашённых детей «подвергли психологическому воздействию с использованием специальной музыки и одурманивающих средств». По другой версии, со ссылкой на информацию липецкого управления ФСБ, «одну школьницу даже пришлось госпитализировать»; по следующей версии, также со ссылкой на информацию липецкого управления ФСБ, «ей вынуждены были вызвать скорую помощь», ни одна из версий впоследствии не подтвердилась. По информации портала «РЕЛИГИЯ и СМИ», со ссылкой на НТВ, «доказательств того, что они (богородичники) психологически воздействовали на детей, следователи прокуратуры не нашли».
Заместитель директора Центра изучения религий РГГУ Людмила Жукова, которая лично присутствовала на богослужениях организации, заявила, что «во время своих ритуалов члены организации не применяют гипноз или иные методы агрессивного психологического воздействия».
По информации пресс-центра ФСБ: 

«Известно также, что после посещения выставки из окна квартиры своего дома выбросилась ученица 9 класса, одета она была в чёрную одежду»— В Липецке пресекли деятельной опасной тоталитарной секты. 12.12.2006 // Агентство национальных новостей
По информации РИА Новости, старший помощник прокурора Липецкой области Елена Номоконова сообщила, что 

«У прокуратуры нет уверенности в том, что эта девочка была на выставке, организованной „Богородичным“ центром, или имела какие-либо другие контакты с представителями этой организации»".— В Липецке проверяют "Православную Церковь Божьей Матери Державной" // РИА Новости,19.12.2006 г.
По сообщению городского новостного портала Липецка, 13 декабря 2006 года следователь по делу о самоубийстве школьницы не рассматривает версию о гибели девочки под воздействием проповедников «Богородичного центра». Родители девочки также категорически отрицали связь погибшей с «Богородичным центром», сообщив, что накануне трагедии «дочь ходила на дискотеку, и вернулась домой избитая, в грязной одежде и заплаканная», на расспросы родителей ответила, что её «терроризируют и унижают ребята».
В некоторых СМИ сообщалось, что в ходе следствия по делу «Православная церковь Божьей Матери Державная» было установлено, что среди литературы и материалов, которые раздавали посетителям мероприятия, был и диск с видеозаписью спектакля — мистерии «Лебединая страна» в исполнении детей. Герои спектакля, одетые в чёрные одежды, умирали, покончив жизнь самоубийством. Было произведено задержание 9 членов организации, 3 из которых были гражданами Украины. Было изъято большое количество культовой литературы, видеокассеты, плакаты, листовки, неизвестная жидкость с резким запахом.
Журналист Андрей Коротков в статье в Парламентской газете отмечает: 

«Предварительное дознание, проведенное Левобережной прокуратурой Липецка по заявлениям пострадавших, взяло курс на оценку свершившегося как административного нарушения — ввиду отсутствия признаков и состава уголовного преступления. Отдельная тема — позиция в этом деле некоторых правозащитников. Не секрет, что многие заслуженные правозащитники старшего поколения под лозунгом свободы совести кидаются защищать кого ни попадя, сразу встают против государственных структур, особенно если в возникших конфликтах и делах фигурируют силовики — работают принципы „никому ничего нельзя запрещать“ и „во всем виноваты спецслужбы“. Точно так же получилось и в данном случае. Большинство правозащитников приняли сторону „Богородичного центра“, действия силовиков они пытаются охарактеризовать как провокацию, инспирированную Русской православной церковью; учительница Ольга Золотарева в их версии автоматически стала „сотрудницей ФСБ“. Ход сильный: православный клир и миряне относятся к деятельности „богородичников“ резко отрицательно и никакого общения с ними не поддерживают — стало быть, пресечение деятельности конкурентов им выгодно, а спецслужбы тут как тут…»— Андрей Кротков Психологическая диверсия «богородичников» // «Парламентская газета», 18.05.2007
В феврале 2007 года состоялся суд, в ходе которого мировой судья Левобережного округа г. Липецка Елена Нефёдова вынесла следующий приговор в отношении менеджера фонда «Соловецкий мемориал» и члена московской общины ПЦБМД: 

«Привлечь Малыхину Раису Ивановну к административной ответственности за совершение правонарушения и назначить ей наказание в виде штрафа в размере 800 рублей»— Ольга Чернова Сектанты отделались смешным штрафом // Репортаж программы «Сегодня» канала НТВ, 12.02.2007 г. ; Возмещения морального ущерба требуют родители детей, пострадавших от религиозной секты // «Новости», 5 канал 13.02.2007

### Инцидент на Днепропетровской улице
Согласно сообщению ряда СМИ активистка Богородичного центра Анна Домбровская (Масейкина Мария Дмитриевна) стала участником инцидента, в ходе которого пострадал православный активист Александр Карнаухов.

## Отзывы о деятельности организации

### Результаты экспертиз и расследований
- Из заключения[34] Экспертного совета при Федеральной регистрационной службе от 25 февраля 1999 года[источник не указан 1862 дня][нет в источнике]:

Изучение содержания учредительных документов, а также вероучения, культовой практики и других форм деятельности Православной Церкви Божией Матери Державная дают основание для регистрации данного религиозного объединения в качестве централизованной религиозной организации. (…)
Анализ основ вероучения и соответствующей ему практике Православной Церкви Божией Матери Державная позволяют сделать вывод принадлежности к православному вероисповеданию (богородичной ветви). (…)
Во взаимоотношениях с миром Православная Церковь Божией Матери Державная провозглашает укрепление брака, семьи, здоровья, призывает к соблюдению Конституции и законов Российской Федерации, поощряет стремление к получению образования. В ходе экспертизы не выявлены ограничения, налагаемые религиозным объединением на гражданские права и обязанности членов и священников Церкви. (…)
Московской прокуратурой в период 1994—1996 гг. расследовалось уголовное дело в отношении руководителей и активных участников «Фонда Новой Святой Руси», в ходе следствия не было установлено доказательств, свидетельствующих о наличии у руководителей и активных участников «Богородичного центра» умысла на организацию какой-либо противозаконной деятельности. 13 июня 1996 года прокуратурой Москвы уголовное дело было прекращено за отсутствием состава преступления.

13.11.98 г. по запросу депутата Государственной Думы Российской Федерации В. В. Борщёва Генеральная прокуратура Российской Федерации направила «Справку о деятельности религиозной организации „Церковь Божией Матери Преображающейся“». В ней Генеральная прокуратура выражает согласие с решением Московской прокуратуры о прекращении уголовного дела и не выдвигает против Православной Церкви Божией Матери Державная обвинений уголовного характера.
- Из официальной Справки о деятельности религиозной организации «Церковь Божией Матери Преображающейся» Генеральной Прокуратуры Российской Федерации от 13.11.1998 г.на депутатский запрос Борщёва В. В.[116]: О результатах проверок органами прокуратуры деятельности объединений, проповедующих вероучение Церкви Божьей Матери Преображающейся («Богородичного Центра»):

Согласно Уставу основными целями БЦ провозглашены «возрождение лучших традиций благочестия, праведности; благотворительность, милосердие и просвещение; содействие учреждению новых отношений между людьми на основе гуманизма, братской любви, всепрощения и других общечеловеческих ценностей». В ходе следствия не установлено фактов насильственного вовлечения граждан к деятельности БЦ или насильственного удержания в организации. Представленные следствию копии документов подтверждают показания руководителей БЦ о его признании Международным Советом общинных Церквей и Международным институтом интегральных наук о человеке при ООН.

 Следствие располагало рядом консультативных заключений. Назначено и проведено комплексное экспертное психолого-психиатрическое исследование деятельности организации. При оценке этих документов был сделан вывод о том, что нельзя согласиться с категоричностью суждений экспертных комиссий под руководством профессора Полищука Ю. И. и профессора Печерниковой Т. П., так как их доводы основаны исключительно на анализе литературы религиозного содержания, издаваемой БЦ, сама же деятельность организации, её результаты и последствия не подвергаются экспертами критике.
- Вместе с тем, проведёнными в 1994—1996 гг. прокурорскими проверками выявлено, что, по многочисленным свидетельствам, среди членов организации «Богородичный центр» («Церковь Божьей Матери Преображающейся»)

изменения поведения и отношения к окружающим у лиц, попавших под влияние учения, распространяемого "Богородичным центром", можно свести к следующим моментам: отказ от белковой пищи, сон в течение 3-5 часов, самоустранение от просмотра телепередач, чтения литературы, издаваемой помимо центра, непочтительное отношение к матери, резкое похудение, уход из дома, отказ от работы и учёбы.

Прокуратура РФ отмечает, что экспертами, проводившими психиатрическую экспертизу, отмечены отдельные негативные случаи изменения личности у членов фонда «Богородичный центр», что связывается ими с влиянием учения организации «Богородичный центр» («Церковь Божьей Матери Преображающейся»).
- Заключение Института судебной психиатрии им. В. П. Сербского

...В деле имеется заключение комиссии под председательством доктора мед. наук, профессора Ю.И.Полищука по медико-психологической и юридической оценке деятельности некоторых религиозных организаций, в том числе и "Богородичного Центра". Этой комиссией были проанализированы 56 писем и заявлений родителей, чьи дети были вовлечены в указанные организации, проведён анализ трёх историй болезни молодых людей, которые поступили в психиатрическую больницу в состоянии психоза, возникшего после посещения "Богородичного Центра" и "Аум Сенрикё". Проведена оценка психического состояния 11 пациентов, обратившихся к психиатру после посещения указанных организаций и участия в их деятельности...
...Из консультативного заключения о происхождении и современно состоянии "ФНСР" следует, что в 1984 г. в Смоленске от иконы Богоматери "Одигитрия" о. Иоанн (В.Я.Береславский) получил Откровения Божьей Матери. С этого времени Откровения Богоматери периодически повторялись и о. Иоанн издал уже свыше 20 книг этих Откровений (уг. дело, т. 1). Последователи верят, что он - "святой старец", через которого Богородица открывает своё учение, а богослужения, совершаемые архиепископом Иоанном происходят "с присутствием Божьей Матери" (см. газету "Рыцарь Веры", 1994, N 1/15). Из имеющейся в материалах уголовного дела подлинной амбулаторной карты психоневрологического диспансера N 6 г. Москвы следует, что Береславский В.Я. наблюдается диспансером с 3.02.71 г. по поводу хронического душевного заболевания в форме параноидной шизофрении, несколько лет являлся инвалидом 2 группы по психическому заболеванию, дважды находился на стационарном лечении в психиатрических больницах г. Москвы. С 1990 г. ПНД не посещает...
...Комитетом по спасению молодёжи представлены 25 писем родителей, чьи дети были вовлечены в "Богородичный Центр" в 1991 - 1993 годах, а также дневник прихожанина (Шахова) с подробным описанием своих переживаний. В письмах описаны особенности психического состояния и поведения молодых людей, спустя 1-2 месяца после вступления в секту (том 1,2,3). Изменения поведения и психического состояния этих лиц носили однотипный характер и выражались отчуждением от родителей и других родственников, в том числе собственных детей; уходом из родительского дома; отказом от учёбы и работы с полным погружением в деятельность секты; прекращением чтения газет, журналов, книг, пользования телевидением и радио; отгороженностью от окружающих; резким ограничением приёма пищи; значительным ограничением сна до 3-4 часов в сутки в неудобном положении, что приводило к физическому и психическому истощению, повышенной возбудимости, утрате ранее присущих других интересов. В то же время в материалах дела содержится свыше 300 писем последователей и прихожан "Богородичного Центра", отмечающих только положительное влияние исповедей "БЦ" на их здоровье, духовность, семейный и социальный статус. На основании изложенного комиссия приходит к следующим ответам на поставленные перед ней вопросы.
1. В литературе, издаваемой "БЦ", содержатся призывы, направленные на причинение физического и психического вреда здоровью граждан, а также содержатся призывы к невыполнению гражданских обязанностей, такие как отказ от брака, семьи, воспитания детей, учёбы, общественного полезного труда. Вопрос о наличии призывов, побуждающих к совершению противоправных действий не входит в компетенцию психолого-психиатрической экспертизы.
2. У душевнобольных возможно неадекватное восприятие религиозных, философских и иных воззрений, в том числе и положений учения "БЦ". Дать заключение о характере воздействия учения "БЦ" на лиц с какой-либо формой психической патологии возможно лишь в каждом конкретном случае при индивидуальном обследовании.
3. Поведение лиц, чьи родные и близкие обратились с жалобами в Комитет по спасению молодёжи является результатом усвоения ими учения "БЦ" и соответствует положениям этого учения. Решить вопрос о роли возможно имевшейся у них ранее психической патологии в поведении этих лиц следует так же при непосредственном освидетельствовании.
4. Оценка действий и отношения к деятельности и учению "БЦ" лиц, выступающих в его защиту, не входит в компетенцию комплексной психолого-психиатрической экспертизы. В материалах дела не содержится данных, позволяющих ответить на вопрос, находились ли эти лица в состоянии психического расстройства или повышенной внушаемости.
5. Комиссия не может высказать суждения об объективности заключения Ю.И. Полищука с соавторами относительно деятельности "БЦ", поскольку данные в нём выводы строились на материалах, которыми не располагает настоящая комиссия.
6. Плановых научных разработок деятельности организаций, аналогичных "БЦ", ГНЦС и СП им. В.П. Сербского не проводилось, хотя отдельные инициативные исследования были, и их результаты представлялись в ряде докладов.

Председатель комиссии:
доктор мед. наук, профессор Т. П. Печерникова
Члены комиссии:
доктор мед. наук, профессор Ф. В. Кондратьев
кандидат мед. наук Т. М. Орсенюк
кандидат психологических наук Ф. С. Сафунов
кандидат мед. наук Г. И. Копейко
кандидат мед. наук В. Г. Василевский

## Критика

### Критика со стороны Русской православной церкви
Представители Русской православной церкви организовывали и проводили конференции с призывами к государственным органам и СМИ «ограничить деятельность этой религиозной группы и выяснить юридические права её лидеров», «создать особую юридическую группу для контроля над деятельностью лидеров этого движения», выдвигались версии о причастности Богородичного центра к покушениям на убийство православного священника.

### Отношение к женщинам
По утверждению социолога религии А. В. Щипкова в декабре 1993 года, «Богородичный центр вводит мистическое понятие „бляди“ — собирательный образ женственного греховного начала в мире (см. „Рыцарь веры“, № 7, 1992)» и учит, «что Христа распяли не евреи, а эти самые отрицательные духовные субстанции» (вселившиеся в одержимых ими людей). Греховное начало "концентрируется в таинственном существе женского рода, в богословских текстах Богородичного Центра называемым то «матерью Антихриста», то «блудницей Вавилонской». Характерно отношение к женщинам как к людям второго сорта, женское начало признаётся греховным (хотя для женщины и открыт путь к спасению, но он намного тяжелее, чем для мужчины).
Согласно религиоведу Р. Н. Лункину, в первой половине 1990-х годов в БЦ возобладала «атмосфера монашеского аскетизма». Иерархи организации полагали, что верующие должны быть «героями веры», монахами, способными на подвиги, и это «в каком-то смысле делало членов церкви современными православными святыми». В середине 1990-х годов произошёл отказ от практики авторитарного старчества и «переход от жесткого и аскетичного „иосифлянства“ к строительству открытой и свободной церкви, появление в этой связи „новых просветлённых лиц“ в общинах».
Психиатр Ф. В. Кондратьев в своё монографии «Судьбы больных шизофренией: клинико-социальный и судебно-психиатрические аспекты» пишет, что «согласно публикациям этого нового религиозного культа „мировое зло сконцентрировано в женщине“ и соответственно вводится мистическое понятие „б…“ — собирательный образ женского начала в мире.». Он отмечает, что в изданиях Богородичного центра «обосновывается это тем, что сатана „прогрыз“ в тонком теле Евы дыру между ног, осрамил её и внедрился в её плоть создав там свой престол», а также что «сатана сделал „гениталии центром личности Евы“».
Также в публикациях Богородичного центра про мать сказано, что «вот почему нечестивая мать… распространяет вокруг себя содомскую вакханалию, являясь сознательно или осознанно поверенным лицом князя тьмы, его священницей». Она превращает мужа в сына и сына в мужа, постоянно погружая их в свою бездонную, разжённую геенской похотью утробу, сиречь в утробу дьяволицы, священнодействуя на генитальном престоле, воздвигнутом Сатаной. Она осваивает по подсказке даймоны — родового демона новые астральные виды тёмного блуда премерзкого в очах Господних, экстрасенсорик и восточную оккультную эзотерику. Время прозреть на нечестивую, обличив скрываемые за внешней лживой человеческой благопристойностью мерзости Сатаны. Время положить им конец.", «женоцентризм — болезнь болезней, исчадие зла, предвестие распада».

### Аскетическая практика
Существует строгая дисциплина, при которой от адептов требуется смена привычной системы ценностей, отказ от приятной пищи и сокращение продолжительности сна. Следует отказаться от имущества, работы и общественной деятельности. Адепты должны покинуть свою семью, «отречься от рода». Несмотря на многочисленные заявления о «любви», навязывается ненависть к родственникам, особенно к матери, «носительнице родового греха», которую Береславский называет прообразом дьяволицы.
Психиатр Ф. В. Кондратьев пишет, что «в одной из фундаментальных книг создателя нового культа утверждается необходимость полного самоотречения, смирения, беспрекословного подчинения „святым отцам“. „Не имей суждений и весь мир станет твоим“…»
Очень большое внимание уделяется покаянию, внушается, что каждый виноват во всех грехах человечества, адептов призывают видеть вину в каждом своём шаге. Ф. В. Кондратьев отмечает, что «попавший в секту „новичок“ должен многократно твердить: „У меня нет своего ума, совести, тела, воли“»., а также указывает, что «И надо решиться убить себя — это именно та жертва, к которой призывает Господь», «не имей ничего своего, ничего не делай для себя» — наставляет верующих «Божья Матерь» в своём откровении основателю культа.

### Политические идеи
«Богородичный центр» ставит целью создание на просторах бывшего СССР тоталитарного теократического государства — «Новой святой Руси».
По мнению 1993 года российского социолога религии А. В. Щипкова, члены фонда «Богородичный Центр» и его духовный наставник Вениамин Яковлевич Береславский «осуждают всякий тоталитаризм, клеймят коммунистов, КГБ, ратуют за свободу совести, „молятся за узников совести“. Это, правда, не препятствует абсолютно авторитарному устройству самой секты». После августа 1991 года Богородичным Центром заявлялось, что «демократы победили коммунистов исключительно благодаря заступничеству Божией Матери» при молитвенном посредничестве Богородичного центра. При этом «метафора обнаруживает политические симпатии». Далее Береславский заявлял, что встречался с супругой Бориса Ельцина — Наиной и «передал для президента „послание“ от Божией Матери, главный тезис которого заключался в призыве к президенту разогнать парламент. Рассчитывая на государственный патронаж, БЦ несколько лет следовал за курсом президента и подчеркивал свой „ельцинизм“.» "Несмотря на общедемократическую фразеологию, последователи Береславского явно симпатизируют авторитарному народоуправлению, к которому и подталкивали президента столь экстравагантными способами. БЦ вполне бы устроила государственно-церковная симфония, при условии, что роль «церкви» будет принадлежать самому Богородичному Центру. Ельцин не реагирует и продолжает неразумные контакты с «церковью красного дракона», как называют богородичники Русскую Православную Церковь. Береславский журит президента, но регулярно прощает, указывая на его «духовно-младенческий возраст».".
По мнению религиоведа С. Б. Филатова, "с конца 90-х началось активное сотрудничество с т. н. «демократическими кругами» и связи с политический элитой, которые были ещё в нач. 90-х гг. — с движением «Демократическая Россия». Последнее время члены БЦ «безусловно признают демократию в качестве лучшей, богоугодной формы организации общества, а также богоугодность всех гражданских прав и свобод (в том числе и свободы совести)». Утверждается, что Пресвятая Дева помогла демократам в августе 1991 г. и в октябре 1993 г. При этом любая связь Церкви с государством считается скорее опасной, чем необходимой.
Согласно религиоведу Р. Н. Лункину, с конца 1980 годов постоянно декларируется принципиально демократическая позиция в политической сфере. Приветствовались победа над ГКЧП в 1991 году, победа Ельцина над Верховным советом в 1993 году, всегда резко осуждались коммунизм, фашизм, русский национализм, любые формы диктатуры. Демократия и свобода граждан имеют принципиальное ценностное значение, а идеалы свободного общества со свободными гражданами является частью богословского учения. В идеологии богородичников центральное место занимают идеалы свободы, личных отношений с Богом, творчества.

### Отношение к прогрессу и цивилизации
Береславский считает пространство любого современного города нечистым и опасным, где находятся «мертвые патриархийные церкви», где «священники гипнотизируют верующих, совершая наговор под видом молитвы», а также места проведения досуга — столовые, бани, бассейны, кинотеатры, стадионы и рестораны, которых надо всячески избегать. («Оазис мира», 1995, № 13. С. 42; Откровения Божией Матери в России. 1984—1991. Дароносица печатей. Омск, 1991. С. 73) 

По представлениям Береславского город представляет собой «не обитаемое Духом мертвое поле, жители которого одержимы инстинктом совместной смерти».(Огонь покаянный. Книга вторая. М., 1992. С. 30, 44)
Метро Береславский сравнивает с языческим капищем и называет «храмом преисподней», а канализационные трубы — «первым ярусом ада», «обиталищем бесов». (Архиепископ Иоанн. Огонь покаянный. Путь святых отцов (книга 4). М., 1994; Береславский И. Огонь покаянный. Книга вторая. С. 3)
Береславский считает, что «электричество заражает душу психическим ядом».(Береславский И. Огонь покаянный. С. 17) Обычная городская квартира, по мнению Береславского, «в прямом смысле доморощенный ад. Дома сидеть — ад растить» (Береславский И. Огонь покаянный. С. 9)
Береславский называет Москву «Гоморра серная», и считает, что террористические акты произошедшие в Москве и Волгодонске произошли потому «что русские города стали центрами круглосуточного разврата, показываемого по телевидению, служения деньгам, мутации полов и порочного зачатия, то есть, выращивания детей в пробирках — греховным плодам прогресса». (Береславский И. Огонь покаянный. С. 17; Береславский И. Время всероссийского покаяния. М., 2000) 

Береславский считает, что Антихрист в первую очередь придёт в города. (Архиепископ Иоанн. Дыхание живой веры. М., 1993. С. 98-99)
Береславский отмечает, что большие города это «„потенциальные смердящие болота с гигантскими безобразными гнусами“ и даже что они прокляты.» (Державная Российская. Послания Божией Матери в России архиепископу Иоанну. М., 1996. С. 13; Богородичное лоно. Кемерово, 1992. С. 76; Береславский И. Время всероссийского покаяния. С. 10)
Береславский считает, что "В Москве не сохранится никто, за редким исключением… Город опустится под землю в результате землетрясения и будет затоплен водой (Епископ Иоанн (Береславский). Огонь покаянный. Книга вторая. М., 1992. С. 38), а «Москва станет вторым домом антихриста после падения Иерусалима»(Огненный столп покаянный. С. 135)
Береславский считает, что после гибели цивилизации «прежние пустыни и места необитаемые населятся ангелами и превратятся в духовные столицы мира (столицей Японии станет обитель под Хиросимой)»(«Оазис мира», № 5. С. 38). В новых городах не будет «ни телевизоров, ни видеомагнитофонов, ни компьютеров, ни кабельной техники» (Держава света. С. 42)
По сведениям М. Ахметовой, на 1998 год высшее и неоконченное высшее образование имели 46,4 % представителей московской общины Богородичного центра. В то же время лидер БЦ — Береславский осуждает светскую культуру и науку как таковую, говоря, например, о возникновении письменности как об утрате «непосредственного речевого общения с Богом».
Согласно наблюдениям религиоведа, Р. Н. Лункина, мировоззрение членов Богородичного центра отличает «глубокое включение исторических сюжетов, образов и создателей шедевров художественной культуры в экклесиологию и сотериологию». Творцы и созданными ими образы, приносящие духовное освобождение, включаются в Благую Весть, а Андрей Первозванный, Нил Сорский, Лев Толстой, Бердяев, Розанов продолжают евангельский сюжет после Пятидесятницы. «Творческий подход к вере и богословию является одним из главных интеллигентских свойств Богородичной церкви». В её организации с середины 1990-х годов усиливаются демократические начала, а само движение выражает идею «интеллигентского харизматичного православия в русском народном духе».
В 2007 году члены Богородичного центра выступили с резкой критикой «Открытого письма десяти академиков РАН».
По утверждению социолога религии А. В. Щипкова в декабре 1993 года, «если отшелушить от Богородичного Центра весь мистико-еретический налёт, мы увидим политическую организацию со вполне европейской физиономией и напоминающую чем-то христианско-демократическую политическую партию, поддерживающую президента, отстаивающую свободный рынок, считающую необходимым привлекать к управлению государством честных предпринимателей, осуждающую национальную рознь и выступающую от лица христиан всех конфессий — то есть по сути экуменичную». При этом, несмотря на общедемократическую фразеологию, последователи Береславского явно симпатизируют авторитарному народоуправлению.

## Уточнения
1. ↑  Официальное наименование с 1997 года «централизованная религиозная организация Православная Церковь Божией Матери Державная», с 1996 по 1997 годы — «Церковь Божией Матери Преображающейся», первоначальное наименование «Российская Автокефальная Православная Церковь» в прессе и научной литературе присутствуют названия «Богородичная церковь», «Церковь Божией Матери», «Российская вселенская Марианская церковь», «Соловецкая церковь „Державная“», «Российская Марианская Церковь», «Церковь третьего Завета», «Церковь Духа Параклита», «Церковь Непорочной Девы», «Вселенская Параклитская Богородичная Церковь», «Фонд Новой Святой Руси», «Фонд Мария XXI в.», «Фонд Богородичный центр».